# 巫毒小子
《巫毒小子》是一款由英寶格製作與發行的圖像冒險遊戲，於1997年發行。

## 劇情大綱
玩家扮演的主角（可選性別）被莫名其妙送到一艘幽靈船上，主角會先後經過船艙、醫務室、廚房、餐廳、甲板，沿途蒐集地圖，在船隻各處解開謎團，最終對抗船長星期六男爵（巴伦·萨米迪）。在擊敗男爵並改變航向後，被男爵俘虜的靈魂也獲釋了。
主人公在船舱里醒来，遇见了男爵的僵尸男管家。在主人公帮助他找到男爵的帽子后，管家决定主人公有可能解救被男爵俘虏的灵魂并释放船员们。
为了做到这一点，主人公需要组装地图，这将使他能够引导船只驶向活人之地，而不是男爵目前航行的失落灵魂岛。主人公从船舱前往医务室，然后是厨房、餐厅，最后到达甲板。沿途他收集整张地图，并通过使用几个罗瓦来逃脱男爵设置的元素陷阱，将自己变成类似精神的形态，用以解除陷阱。在改变船的航向后，管家透露男爵以心灵感应控制船只，主人公必须击败男爵才能改变航向。
主人公爬上桅杆，释放了男爵俘虏的灵魂，然后与男爵对抗。主人公利用元素知识成功击败了男爵。然后主人公醒来，整个冒险似乎是一个梦，而男爵使用的巫术容器出现作为对主人公勇敢的奖励。

## 評價
遊戲獲得的評價多為正面，遊戲的氣氛營造和精緻畫面都受到好評。